# Nobody's Fault but My Own
Nobody's Fault but My Own är en låt av alternativ rock-artisten Beck. Låten kom med som den andra låten på hans album Mutations släppt 3 november 1998 och var även släppt som den sista av tre singlar från albumet den 21 april 1999. Singeln var endast släppt i Japan.
Beck har spelat låten live 133 gånger. Dock var det längesen han spelade den live, då senaste gången den var spelad var år 2005. 